# Эддард Старк
Э́ддард «Нед» Старк  — персонаж романа американского писателя-фантаста Джорджа Мартина «Игра престолов», входящего в цикл «Песнь Льда и Огня», верховный лорд Севера из дома Старков. Главный герой книги «Игра престолов», также эпизодически появившийся в книге «Танец с драконами». В сериале Эддард Старк является главным героем первого сезона и второстепенным персонажем шестого и седьмого сезона телесериала «Игра престолов».

## Биография

### До начала событий
Эддард принадлежал к одному из великих домов Вестероса — дому Старков. С восьми лет он воспитывался вместе с Робертом Баратеоном во владении Джона Аррена — замке Орлиное Гнездо. Присоединился к восстанию против Эйериса II Таргариена после казни его отца и старшего брата Брандона Старка по ложному обвинению и похищении наследником трона Рейегаром его младшей сестры Лианны.
После гибели старшего брата Брандона, помолвленного с Кейтилин Талли, женился на ней, что помогло восставшим сохранить союз с лордом Риверрана Хостером Талли. Поддержал претензии Роберта Баратеона на престол. Пришёл на помощь Роберту Баратеону во время Колокольной битвы, участвовал в битве на Трезубце. Вступил в Королевскую Гавань после захвата её армией Ланнистеров. После снятия осады армией Тиреллов Штормового Предела попытался спасти из плена Лианну Старк. Вернулся в Винтерфелл вместе с Джоном Сноу, которого представил своим внебрачным сыном. Участвовал в подавлении бунта правителя Железных Островов Бейлона Грейджоя, после которого взял в заложники его сына и наследника Теона Грейджоя. 15 лет был лордом Винтерфелла, не покидал Север и не принимал участия в жизни юга.

### Внешний вид
<…>…длинные каштановые волосы… В подстриженной бороде мелькали седые пряди, он выглядел старше своих тридцати пяти лет. Серые глаза лорда нынче смотрели угрюмо <…>.

### Игра престолов
Получает известие о смерти десницы короля Джона Аррена и о приезде короля. Король Роберт Баратеон просит его занять пост десницы. Вскоре узнает из письма Лизы Аррен, что Джона Аррена убили и к его смерти причастны Ланнистеры, родичи королевы Серсеи. После этого известия Эддард Старк соглашается и заключает помолвку между сыном короля Джоффри Баратеоном и своей дочерью Сансой Старк. Отправляется в Королевскую Гавань, взяв с собой дочерей Сансу и Арью.
В Королевской гавани приступает к делам и узнает, что казна разорена и имеет огромный долг. Во время расследования смерти Аррена, выяснил, что тот вместе со Станнисом Баратеоном искали бастардов Роберта. От брата Ночного Дозора узнает, что Кейтилин похищает Тириона Ланнистера. Во время собрания по поводу решения о смерти Дэйнерис Таргариен, Нед выступает против и уходит в отставку. Эддард навещает незаконнорожденную дочь Роберта — Барру. Возвращаясь оттуда, попадает в засаду Джейме Ланнистера, который хочет отомстить за Тириона. В результате Нед был тяжело ранен. Роберт просит Неда вернуться на службу. В результате ссоры дочерей, где Санса сказала, что Джоффри не похож на отца, Нед понимает почему Джона Аррена заинтересовали бастарды. Понимает, что трое детей короля на самом деле являются плодом инцеста королевы Серсеи и её брата Джейме Ланнистера. Эддард рассказывает об этом Серсее и даёт время бежать вместе с детьми. За это время королева организует убийство Роберта Баратеона и подкупает городскую стражу.
Роберт назначает Эддарда лордом протектором пока его сын не повзрослеет. В указе об этом Нед меняет слова «мой сын» на «мой наследник». Ренли Баратеон предлагает ему помощь и заключить под стражу детей королевы, но тот отказался. Петир Бейлиш предлагает ему посадить на трон Джоффри Баратеона и стать при нём регентом. Нед решает помочь стать следующим королём Станнису Баратеону. Петир Бейлиш обещает ему обеспечить поддержку городской стражи, но сразу после смерти короля предает его. Эддард арестован за измену. Ему предложили помилование и ссылку на Стену в обмен на отказ от титулов, званий и публичного признания измены, на что он соглашается по просьбе Паука Вариса подумать о жизнях его дочерей. Однако по требованию короля Джоффри Баратеона Эддард Старк был обезглавлен по обвинению в государственной измене.

### Битва королей
Тирион Ланнистер приказывает снять голову Эддарда Старка и отправляет его кости в Риверран. Кейтилин отправляет останки мужа в Винтерфелл, но конвой пропадает на болотах Перешейка.

### Танец с драконами
Когда Бран учится быть древовидцем, к нему приходит видение прошлого, в котором он смотрит глазами сердце-дерева на своего отца, умоляющего жену простить его и дать возможность Джону и Роббу расти вместе, как братья.

## Возможные прообразы
В образе Эддарда Старка, возможно, нашли отражение эпизоды биографий реальных исторических деятелей. В частности, прослеживаются параллели с биографиями Ричарда Йорка и Симона де Монфора-младшего. Оба противостояли королевской власти из благородных побуждений, оба были подвергнуты опале и убиты (кроме того, их отрубленные головы также выставлялись на обозрение как доказательства их гибели).

## В экранизации
Роль Эддарда Старка в сериале «Игра престолов» исполнил актёр Шон Бин.

#### Первый сезон
Появлялся в 1-9 сериях первого сезона. В 10-й серии 1-го сезона Шон Бин указан в числе исполнителей главных ролей в титрах, однако сам актёр в этой серии не появляется (хотя его образ все же был использован).
Несмотря на то, что смерть Эддарда Старка является одним из ключевых событий в книге, решение повторить эту сюжетную линию в сериале вызвало негативную реакцию в телевизионном сообществе США, где не принято убивать главного персонажа так быстро по ходу повествования. Когда на пресс-конференции этот вопрос задали Шону Бину, он сухо предложил зрителям отправлять жалобы Джорджу Мартину.
Впоследствии, как и в книгах цикла ПЛИО, Эддард Старк неоднократно упоминается.

#### Третий сезон
Во 2-й серии 3-го сезона в видениях Брана можно услышать голос Эддарда Старка.

#### Четвертый сезон
Во 2-й серии 4-го сезона появляется в видениях Брана (флэшбек-сцены).

#### Шестой сезон
В 6-й серии 6-го сезона Бран Старк увидел в своих видениях казнь своего отца путём обезглавливания.
Во флэшбек-сценах 2-й и 5-й серий 6-го сезона роль Эддарда Старка в детстве (в возрасте 12 лет) исполнил актёр Себастьян Крофт. Во флэшбек-сценах 3-й, 6-й и 10-й серий 6-го сезона роль Эддарда Старка в молодости (в возрасте 23 лет) исполнил актёр Роберт Арамайо.
В начале 6 сезона Эддард появлялся в 12-летнем возрасте в видениях Брана, вместе с Лианной, Бендженом, и Ходором в детстве, а также вместе с молодыми Нэн и Родриком Касселем. Также Эддард появлялся в 23-летнем возрасте в видениях Брана, когда сам Эддард в сопровождении некоторых своих знаменосцев отправился спасать свою сестру Лианну, заточенную Рейегаром Таргариеном в Башне Радости. В бою с Эртуром Дейном и Герольдом Хайтауэром потерял почти всех воинов из своего отряда и даже был обезоружен самим Дейном, однако был спасен раненым Хоулендом Ридом и после боя проник внутрь Башни Радости. В 5 серии 6 сезона в видении Брана Эддард в 12-летнем возрасте простился со своим отцом Рикардом Старком и со своим младшим братом Бендженом перед тем, как отправиться в Орлиное Гнездо. В 6 серии 6 сезона Бран Старк увидел в видениях прошлого казнь своего отца, а также своего отца в молодости, спрашивающего у Эртура Дейна о местонахождении своей сестры Лианны. В 10 серии 6 сезона Бран в видении увидел своего отца в молодости, на глазах которого умирает Лианна Старк — мать Джона Сноу.

#### Седьмой сезон
Так же как и в предыдущем сезоне роль Эддарда Старка в молодости (в возрасте 23 лет) исполнил актёр Роберт Арамайо.
В конце 7 сезона Бран увидел в видении, как Лианна призналась Эддарду, что Джон — сын Рейегара Таргариена и что его настоящее имя Эйегон.